# 治安镇
治安镇，是中华人民共和国内蒙古自治区通辽市奈曼旗下辖的一个乡镇级行政单位。

## 行政区划
治安镇下辖以下地区：
百家村、二号村、三号村、六号村、七号村、保乐屯村、新立户村、北小白兴图村、腰营子嘎查、胜利庙嘎查、永乐屯嘎查、白图营子嘎查、沙巴日淖尔嘎查、西呼拉斯台嘎查、东呼拉斯台嘎查、阿仁艾勒嘎查、大包力皋村、明嘎斯台村、小包力皋村、小白兴图村、查干嘎查、苏都嘎查和淖尔台村。